# Fantasia on British Sea Songs
Die Fantasia on British Sea Songs ist eine Fantasie britischer Seemannslieder, zusammengestellt und arrangiert 1905 von Sir Henry Wood zur Hundertjahrfeier der Schlacht von Trafalgar. Viele Jahre lang war sie festes Repertoirestück der Last Night of the Proms der BBC. 

## Inhalt
Die Fantasia on British Sea Songs wurde erstmals von Henry Wood und dem Queen’s Hall Orchestra bei einem Promenadenkonzert am 21. Oktober 1905 aufgeführt. Sie besteht aus neun Teilen, die die Schlacht von Trafalgar aus der Sicht eines Seemanns beschreiben: 
1. Bugle Calls
2. The Anchor’s Weighed
3. The Saucy Arethusa
4. Tom Bowling
5. Jack’s The Lad (Hornpipe)
6. Farewell and Adieu, Ye Spanish Ladies
7. Home, Sweet Home
8. See, the Conqu’ring Hero Comes (in Deutschland bekannt als Tochter Zion, freue dich)
9. Rule, Britannia!

Die sechs eröffnenden Bugle Calls greifen traditionelle Signale auf, betitelt Admiral’s salute, Action, General Assembly, Landing Party, Prepare to Ram und Quick, Double, Extend and Close.